# تگزوما (تگزاس)
تگزوما، تگزاس(به انگلیسی: Texhoma, Texas) شهری در ایالت تگزاس از ایالات جنوبی ایالات متحده آمریکا است. در سرشماری سال ۲۰۰۰، جمعیت این شهر ۳۷۱ نفر اعلام شد.